# Abersboden
Abersboden oder Tönig ist eine Rotte der Fraktion Bruggen in der Gemeinde St. Veit in Defereggen im Defereggental (Osttirol).

## Geographie
Abersboden liegt in rund 1280 Metern Höhe am Talboden des Defereggentals südlich der Schwarzach. In der Nachbarschaft des Ortsteils liegen am gegenüberliegenden Ufer der Schwarzach bzw. im Nordosten die Rotte Mentlerboden und östlich am südlichen Ufer der Schwarzach die Rotte Schnall.
Abersboden besteht aus 22 Häusern (Stand Juli 2022). Ursprünglich bestand der Ort nur aus einigen Bauernhöfen, von denen die Hofstellen Putzen (Bruggen 6), Tönig (Bruggen 29), Bartelis (Bruggen 30), Höhns (Bruggen 44) und Lenzer (Bruggen 53) noch bebaut sind. Hinzu kamen später mehr und mehr Wohngebäude. Einzige erhaltene Landwirtschaft ist der Hof Lenzer.

## Geschichte
Die Besiedelung von Abersboden erfolgte erst vergleichsweise spät und erfolgte vom auf der anderen Seite der Schwarzach gelegenen Schwaighof (Urhof) „am Veldt“. Auf der als Erblehen vergebenen Schwaige war von 1602 bis 1671 der jeweilige Wirt auch Richter des salzburgerischen Defereggental vom Trojerbach bis zur Pressbrücke gewesen. Auf dem Gebiet der Schwaige Feld wurde durch Rodung neues Land gewonnen und es entstanden sogenannte Rauten, zu denen auch Schnall und Tönig gehörten. Tönig und Schnall wurden teilweise im Erblehen vergeben, teilweise unterstanden sie dem Amt Windisch-Matrei.
Die Ortsbezeichnung Abersboden ist relativ neu. In den Karten des 19. Jahrhunderts findet sich die Ortsbezeichnung Schnall noch für das gesamte besiedelte Gebiet östlich der heutigen Kernsiedlung Schnall, also auch für Außerschnall, Tönig und den noch unbesiedelten Abersboden. Schnall selbst wird jedoch auch erst 1961 als eigenständiger Ort von der Statistik Austria im Ortsverzeichnis genannt. 1971 wird Schnall als Rotte mit drei Gebäuden und 10 Bewohnern ausgewiesen, zudem das benachbarte Tönig mit vier Gebäuden und zwei Bewohnern. Während Schnall stagnierte, wuchs Tönig immer mehr an. Während die Statistik Austria den Namen Tönig weiterhin verwendet, sind in der Gemeinde und im Tiroler Rauminformationssystem der Name Abersboden gebräuchlich.

## Bauwerke und sakrale Kunst

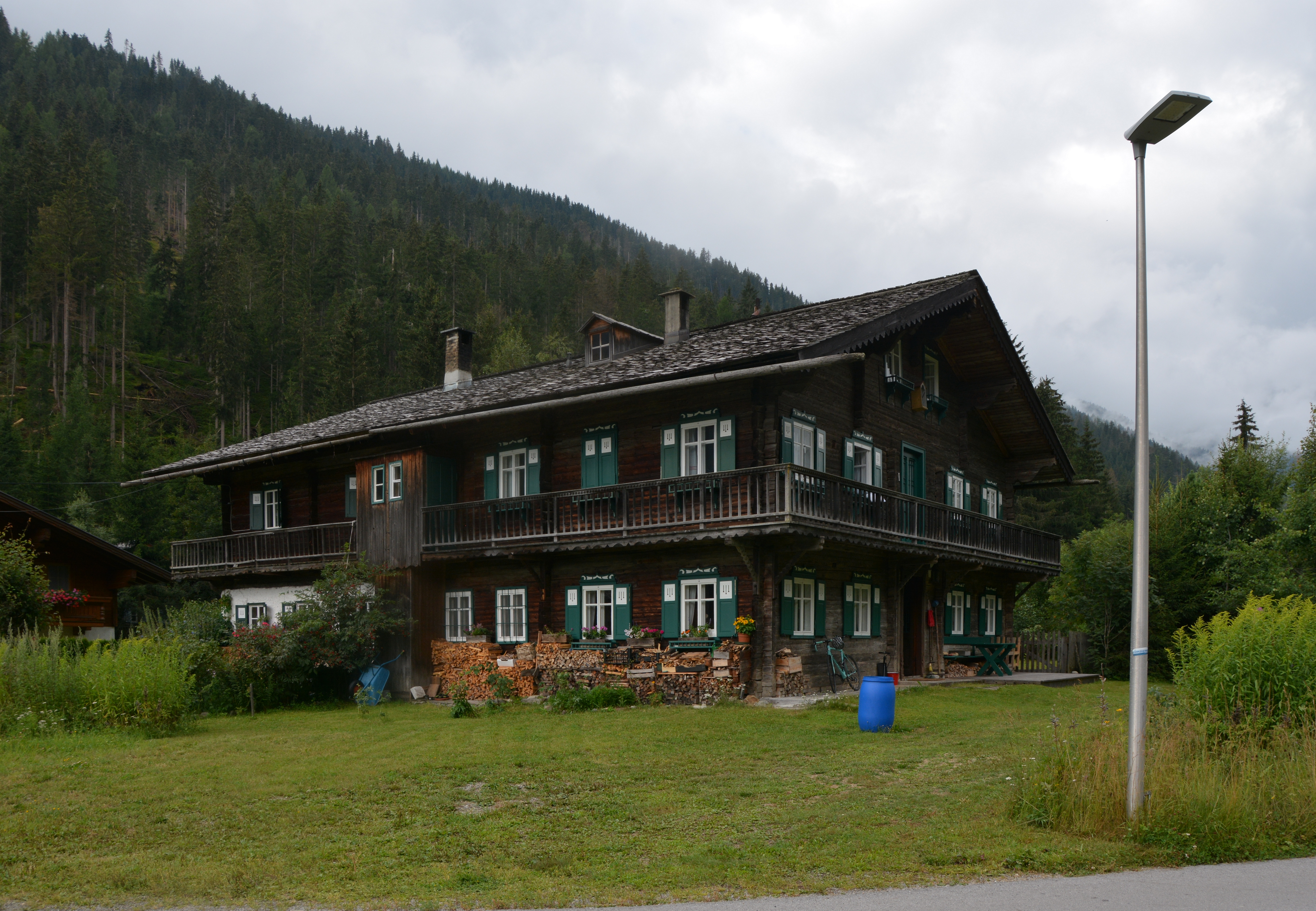
Bauernhaus Tönig (Bruggen 29)

Historisch bedeutendstes Gebäude in Abersboden ist der Bauernhof Tönig, dessen Baukern vermutlich aus dem 18. Jahrhundert stammt. Das zweigeschoßige Wohngebäude wurde 1860 quer zum First in zwei Wohneinheiten geteilt. Es handelt sich um einen Kantblockbau mit jeweils giebelseitig erschlossenem Mittelflurgrundriss und umlaufenden Obergeschoßsöller. An der Nordfassade des Bauernhofes findet sich ein Bildstock bestehend aus einem Bretterkasten mit Satteldach und der Holzskulptur „Herr im Elend“ aus dem Jahr 1896. Zum Ensemble gehört auch ein umzäuntes Wegkreuz unter brettergedecktem Satteldach aus der Mitte des 18. Jahrhunderts.